# Région métropolitaine de Montréal
Ne doit pas être confondu avec Montréal (région administrative), Montréal ou Agglomération de Montréal.
La région métropolitaine de recensement de Montréal est une entité géostatistique définie par Statistique Canada correspondant à l'agglomération urbaine, au sens géographique et économique, formée de la ville de Montréal et de sa grande banlieue. Aussi appelée « Grand Montréal », cette région est très densément peuplée et a comme centre la ville de Montréal. Elle totalise une population de plus de 4,1 millions d'habitants et a comme titre la deuxième plus grande région métropolitaine du Canada en nombre d'habitants. Elle est en très grande croissance démographique et économique.
L'entité politico-administrative œuvrant à l'échelle de la région métropolitaine de Montréal est la Communauté métropolitaine de Montréal. Les territoires de la région métropolitaine de recensement et de la communauté métropolitaine sont similaires tout en présentant des dissemblances. La région métropolitaine de recensement de Montréal est beaucoup plus vaste que l'agglomération de Montréal, laquelle est une entité intermunicipale formée des municipalités situées sur l'île de Montréal et qui est considérée comme un territoire équivalent à une municipalité régionale de comté.

## Territoire
1. Baie-D'Urfé
2. Beaconsfield
3. Beauharnois
4. Belœil
5. Blainville
6. Bois-des-Filion
7. Boisbriand
8. Boucherville
9. Brossard
10. Candiac
11. Carignan
12. Chambly
13. Charlemagne
14. Châteauguay
15. Côte-Saint-Luc
16. Coteau-du-Lac
17. Delson
18. Deux-Montagnes
19. Dollard-Des Ormeaux
20. Dorval
21. Gore
22. Hampstead
23. Hudson
24. Kahnawake
25. Kanesatake
26. Kirkland
27. L'Assomption
28. L'Épiphanie (ville)
29. L'Épiphanie (paroisse)
30. L'Île-Cadieux
31. L'Île-Dorval
32. L'Île-Perrot
33. La Prairie
34. Laval
35. Lavaltrie
36. Léry
37. Les Cèdres
38. Les Coteaux
39. Longueuil
40. Lorraine
41. Mascouche
42. McMasterville
43. Mercier
44. Mirabel
45. Mont-Royal
46. Mont-Saint-Hilaire
47. Montréal
48. Montréal-Est
49. Montréal-Ouest
50. Notre-Dame-de-l'Île-Perrot
51. Oka
52. Otterburn Park
55. Pincourt
56. Pointe-Calumet
57. Pointe-Claire
58. Pointe-des-Cascades
59. Repentigny
60. Richelieu
61. Rosemère
62. Saint-Amable
63. Saint-Basile-le-Grand
64. Saint-Bruno-de-Montarville
65. Saint-Colomban
66. Saint-Constant
67. Saint-Eustache
68. Saint-Hippolyte
69. Saint-Isidore
70. Saint-Jérôme
71. Saint-Joseph-du-Lac
72. Saint-Lambert
73. Saint-Lazare
74. Saint-Mathias-sur-Richelieu
75. Saint-Mathieu
76. Saint-Mathieu-de-Belœil
77. Saint-Philippe
78. Saint-Placide
80. Saint-Sulpice
81. Saint-Zotique
83. Sainte-Anne-de-Bellevue
84. Sainte-Anne-des-Lacs
85. Sainte-Anne-des-Plaines
86. Sainte-Catherine
87. Sainte-Julie
88. Sainte-Marthe-sur-le-Lac
89. Sainte-Sophie
90. Sainte-Thérèse
91. Senneville
92. Terrasse-Vaudreuil
93. Terrebonne
94. Varennes
95. Vaudreuil-Dorion
96. Vaudreuil-sur-le-Lac
97. Verchères
98. Westmount
99. Salaberry-de-Valleyfield
100.Saint-Jean-sur-Richelieu
101.Lachute
105.Brownsburg-Chatham
106.Saint-André-d'Argenteuil
107.Grenville
108.Grenville-sur-la-Rouge
109.Hawkesbury
112.Val-Morin
113.Saint-Lin-Laurentides
114.Saint-Esprit
115.Saint-Roch-Ouest
116.Saint-Roch-de-l'Achigan
117.Saint-Alexis
118.Saint-Jacques
121.Calixa-Lavallée
122.Saint-Jean-Baptiste
123.Contrecoeur
124.Rigaud
125.Saint-Hyacinthe
126.Sainte-Madeleine
127.Sainte-Martine
128.Marieville
129.Sainte-Marie-Madeleine
130.Howick
131.Ormstown
132.Très-Saint-Sacrement
133.Vankleek Hill
Comme une région métropolitaine de recensement est une région géographique à l'intérieur de laquelle la population fait des déplacements quotidiens de navettage, son territoire peut évoluer en fonction du développement urbain 
de la multiplication des échanges sociaux et économiques. En 2024, la région  métropolitaine de Montréal est composée de 133 municipalités,.

## Sociodémographie
Lors du recensement canadien de 2021, la région métropolitaine de Montréal comptait 4 342 213 habitants répartis sur un territoire de 4 258,97 km2. La majeure partie de la population (65 %) habitait dans les trois principales villes du territoire : Montréal, Laval et Longueuil. De plus, la région compte 52 % de l'ensemble de la population du Québec.
L'économie de la région est surtout basée sur le secteur tertiaire.
C'est l'une des trois grandes régions métropolitaines de recensement au Canada et la deuxième en nombre d'habitants derrière celle de Toronto.

## Divisions géographiques sociales, économiques et démographiques
Les autrices du Centre urbanisation culture société (CUCS) ont divisé la région en huit zones.

## Organisation administrative
La Communauté métropolitaine de Montréal (CMM) est l'entité administrative ayant compétence pour la gouvernance métropolitaine dans la région de Montréal. Ses pouvoirs lui sont dévolus par le gouvernement du Québec, les provinces ayant compétence en matière d'organisation municipale au Canada. Le territoire de juridiction de la Communauté métropolitaine de Montréal regroupe, à quelques exceptions près, les mêmes municipalités que celle de la région métropolitaine de recensement, avec certaines exceptions. Ainsi, les municipalités de Saint-Jérôme, Lavaltrie, L'Épiphanie (ville), L'Épiphanie (paroisse), Coteau-du-Lac, Saint-Placide, Les Coteaux, Saint-Colomban, Saint-Zotique et Gore, sur la Rive-Nord de Montréal et dans la presqu'île de Vaudreuil-Soulanges, sont incluses dans la région métropolitaine de recensement mais ne sont pas membres de la Communauté métropolitaine de Montréal. À l'opposé, la Communauté métropolitaine de Montréal comprend les municipalités de Contrecœur, Saint-Jean-Baptiste et Calixa-Lavallée sur la Rive-Sud de Montréal, mais elles ne font partie de la région métropolitaine de recensement.